# أليكس برغانتينيوس
أليخاندرو بيرغانتينوس غارسيا (بالإسبانية: Álex Bergantiños)‏ (مواليد 7 يونيو 1985 في لاكورونيا - إسبانيا) لاعب كرة قدم إسباني يلعب حاليا لصالح نادي الدرجة الأولى خيريث الإسباني منذ 2008 في مركز الوسط المدافع كما يجيد اللعب في مركز قلب الدفاع .

## روابط خارجية
- أليكس برغانتينيوس على موقع قاعدة بيانات كرة القدم.إي يو (الإنجليزية)
- أليكس برغانتينيوس على موقع Soccerway.com (الإنجليزية)
- أليكس برغانتينيوس على موقع AS.com (الإسبانية)